# IC 3517
IC 3517 — галактика типу SBdm (карликова спіральна витягнута галактика) у сузір'ї Діва.
Цей об'єкт міститься в оригінальній редакції індексного каталогу.